# Cinnamomum cambodianum
Cinnamomum cambodianum är en lagerväxtart som beskrevs av Paul Lecomte. Cinnamomum cambodianum ingår i släktet Cinnamomum och familjen lagerväxter. Inga underarter finns listade i Catalogue of Life.